# Dan McKenzie
Dan Peter McKenzie (Cheltenham, 21 februari 1942) is een Engels geofysicus, bekend om zijn bijdrage aan de doorbraak van de theorie van platentektoniek in de jaren 60-'70. McKenzie is hoogleraar aan de universiteit van Cambridge.

## Levensloop en onderzoek
McKenzie studeerde natuurkunde aan King's College in Cambridge. Na te zijn afgestudeerd werd hij assistent van de geofysicus Edward Bullard, die hem liet werken aan de modellering van thermodynamische variabelen in het binnenste van de Aarde. McKenzie wijdde zijn promotie-onderzoek echter aan convectiestromen binnenin de Aarde. Hij promoveerde in 1966, onder andere na acht maanden op de campus van de universiteit van Californië in San Diego te hebben gewerkt. Na zijn promotie werkte hij enige tijd voor CalTech.
In het begin van de jaren 60 waren geofysische ontdekkingen gedaan die tot een paradigmaverschuiving zouden leiden. Met echoloodmetingen hadden oceanologen als Harry Hess het bestaan van mid-oceanische ruggen ontdekt. Hess postuleerde in 1960 de hypothese van oceanische spreiding, het idee dat de oceaankorst bij deze ruggen uit elkaar beweegt. De Engelse oceanologen Frederick Vine en Drummond Matthews en de Canadese geoloog Lawrence Morley ontdekten in 1963 magnetische anomalieën in de oceaankorst, die alleen met oceanische spreiding verklaard konden worden. Tuzo Wilson verklaarde in datzelfde jaar groepen vulkanische eilanden met het bewegen van de oceaankorst over een hotspot.
Op een conferentie in New York zag McKenzie presentaties van geofysici als Frederick Vine en Lynn Sykes over oceanische spreiding. Dit wekte zijn interesse en in de erop volgende jaren kwam hij tot enkele baanbrekende fysische en wiskundige modellen. In 1968 publiceerde hij een paper over de afkoeling van de oceanische lithosfeer en de rol daarvan bij platentektoniek. Met behulp van de stelling van Euler over de rotatie over een bolvormig oppervlak, kwam hij tot een wiskundig model om platentektoniek te beschrijven, waarbij waarnemingen van aardbevingen en het onderzoek naar magnetische anomalieën in de oceaankorst waren meegenomen. Later bleken vergelijkbare berekeningen een paar maanden eerder door de Amerikaanse geofysicus Jason Morgan van Princeton te zijn gepubliceerd, wat tot beschuldigingen van plagiaat leidde. McKenzie bezocht Morgan in Princeton en ontdekte dat ze ook op het gebied van de warmteverdeling van de oceanen en aardbevingen vergelijkbare berekeningen hadden.
Samen met John Sclater publiceerde hij een paper over de geologische geschiedenis van de Indische Oceaan. In 1969 werd McKenzie hoogleraar in Cambridge. Daarna legde hij zich toe op de modellering van mantelconvectiestromen en sedimentaire bekkens. Zijn model voor de vorming van sedimentaire bekkens wordt veel gebruikt door de olie-industrie. Ook onderzocht McKenzie de tektonische ontwikkeling van Mars en Venus.

## Erkenning
- Fellow van de Royal Society (1976)
- Wollaston Medal (1983)
- Japan Prize (1990), samen met W. Jason Morgan en Xavier Le Pichon
- eredoctoraat van de universiteit van Bristol (2000)
- William Bowie Medal (2001)
- Crafoordprijs (2002)
- Order of the Companions of Honour uitgereikt door koningin Elizabeth
- Copley Medal (2011)